# Distrito de Pocsi

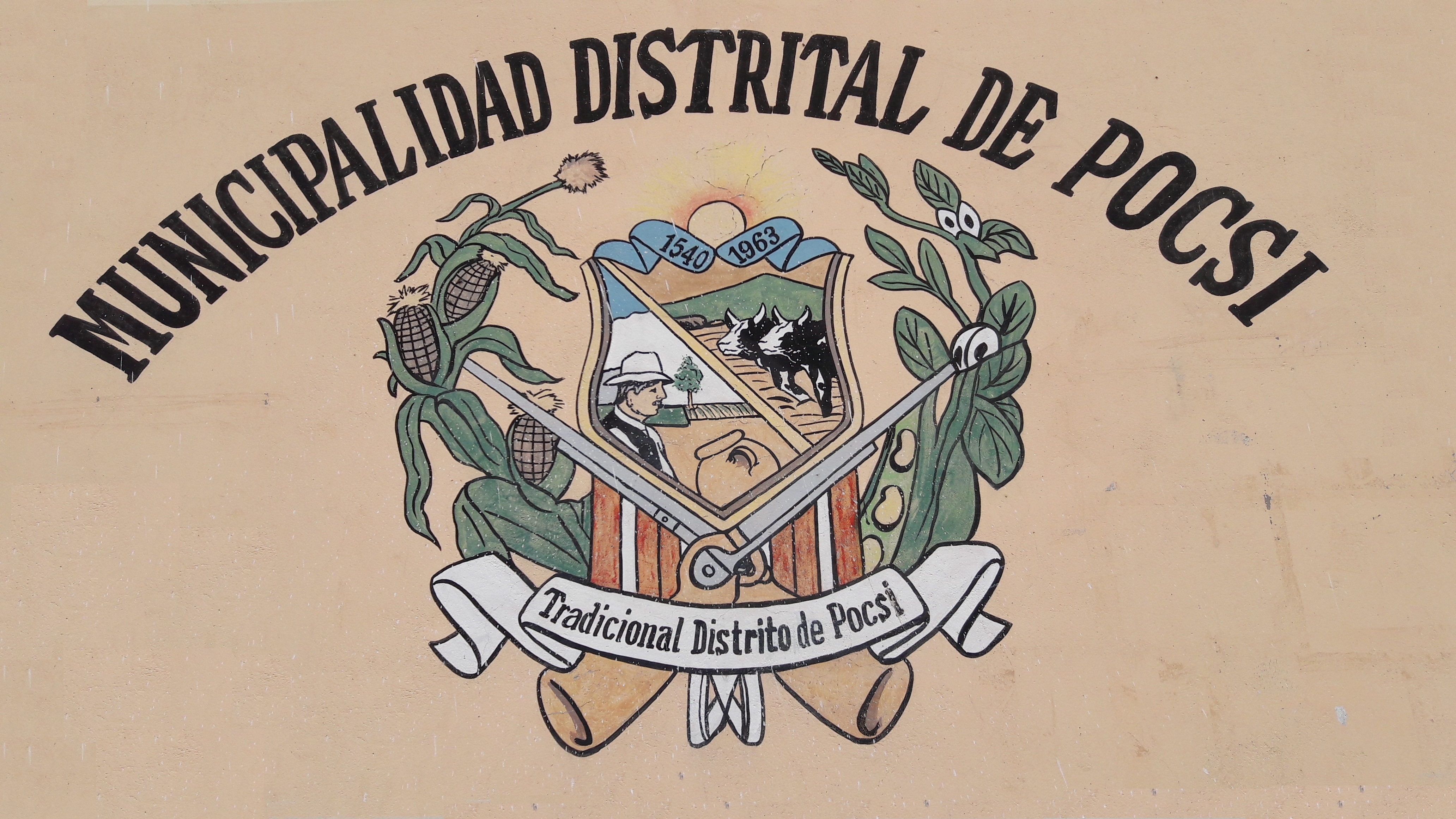
Escudo de la Municipalidad Distrital de Pocsi, ubicado en la fachada de su mismo establecimiento.

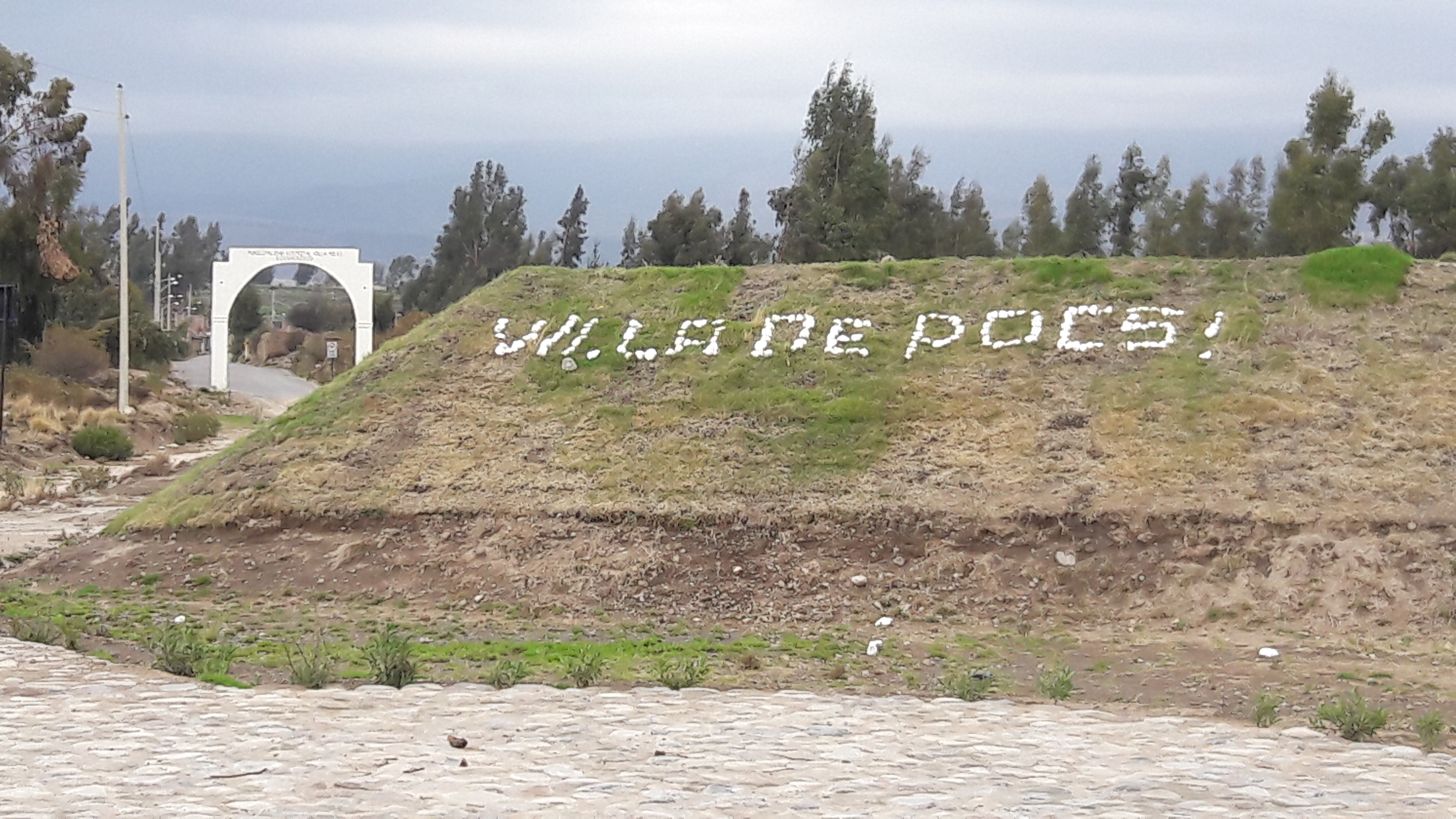
Entrada a Pocsi.

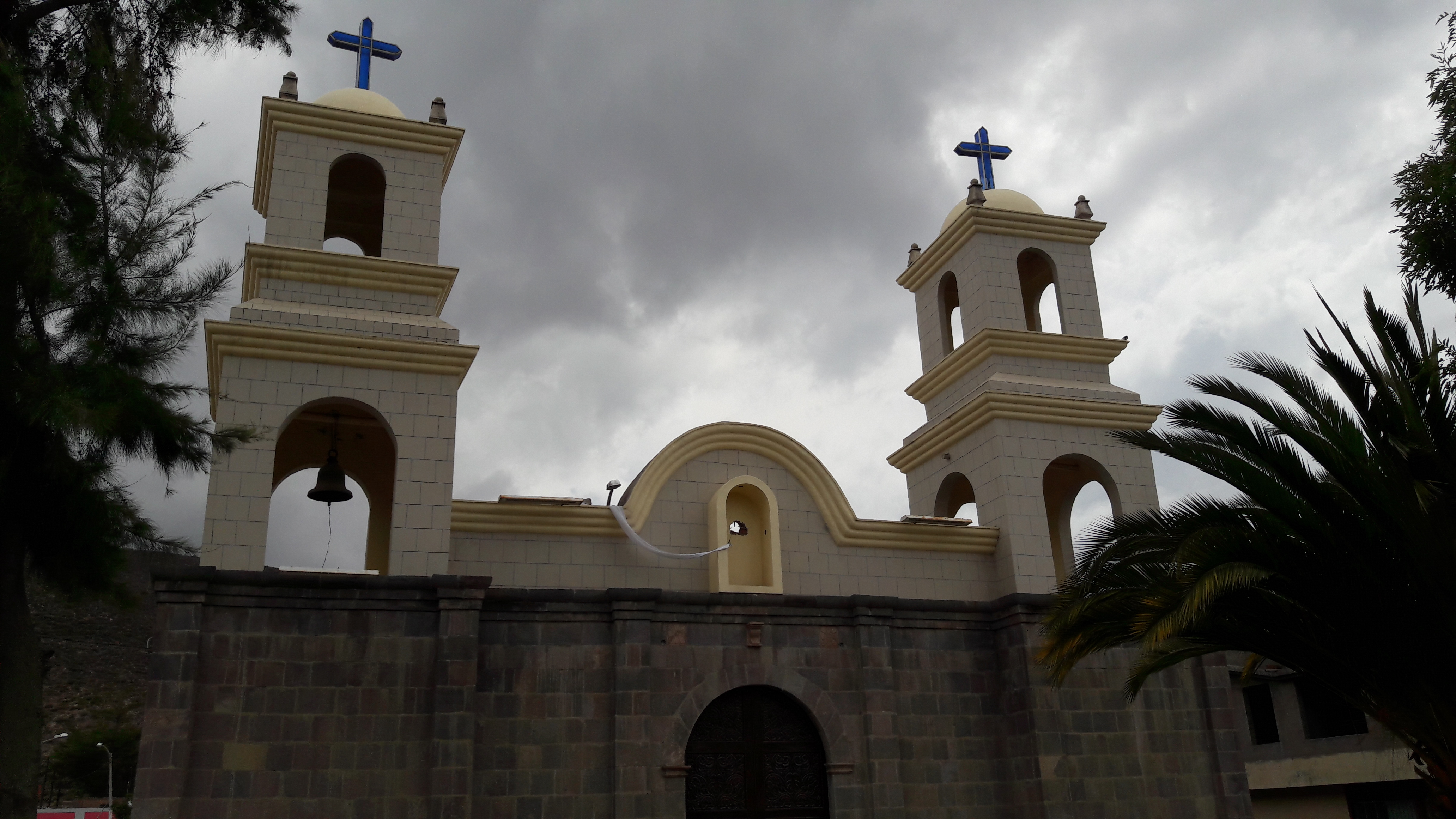
Parroquia San Francisco de Posci, ubicada en el centro de la parte urbana del distrito y a lado de su plaza central.

El distrito peruano de Pocsi es uno de los 29 distritos que conforman la provincia de Arequipa en el Departamento de Arequipa, bajo la administración del Gobierno regional de Arequipa, en el sur del Perú. Este distrito toma su nombre del Santo San Francisco de Pocsi, sugerido por su fundador, el Capitán Juan Maldonado Buendía.
Desde el punto de vista jerárquico de la Iglesia católica forma parte de la Arquidiócesis de Arequipa.

## Historia
Tiene una fundación española previa a la fundación de Arequipa, que se llevó a cabo el 22 de enero de 1540 y con el nombre de Villa de Pocsi, denominación que aún cuenta en parte de sus distintivos. El pueblo fue advocado a San Francisco de asís. Y luego fue elevado a distrito en los primeros años de la república.
Cuando se produjo la colonización hispana, las autoridades reales crearon en el territorio nuevas jurisdicciones, el área en mención, fue definida como el corregimiento de Arequipa, en su interior en la zona estudiada figuran en un mapa de fines de siglo XVIII, cinco pueblos: Ubinas, Carumas, Puquina, Cochuna y Pocsi, el pueblo más importante.
Los españoles que recorrieron y habitaron la zona, se dieron cuenta de que los puquina (sociedad andina establecida en la actual frontera de los departamentos de Arequipa y Moquegua) estaban muy bien organizados, habían edificado una infraestructura muy eficaz integrada por numerosos andenes que bordean los cerros, una red de canales por donde fluía el agua desde los deshielos de los nevados cercanos como el Pichupichu, una ciudadela, su cementerio y lo más importante, un lugar ceremonial en el que rindieron culto a la deidad de toda la zona, el dios Pichinique, que fue descrito por un religioso agustino como la cara de una persona muy fea con cuerpo de serpiente que se aparecía y salía del agua de los ríos y estanques que existieron.

Mapa de la provincia de Arequipa en el Departamento de Arequipa.

## Ubicación
El distrito de Pocsi pertenece a la Provincia y Departamento de Arequipa a 3043 m de elevación entre las coordenadas 16°29’45”S y 71°20’05”O, a 30 km al Suroeste de la ciudad de Arequipa por carretera. El distrito de Pocsi se ubica en la zona de vida matorral desértico montano subtropical (md-MS), y en la región latitudinal subtropical. La configuración topográfica es dominantemente abrupta basado en las laderas de marcada inclinación, siendo muy pocas las áreas de topografía suave. Se extiende en las faldas del Pichu Pichu, las pampas alternas con las cadenas de cerros que se desprenden de la cordillera, formando quebradas y hondonadas, por su cercanía al Pichu Pichu su clima es frío.

## Culto religioso[3]
Desde la ciudad de Moquegua los religiosos jesuitas iniciaron la evangelización y eligieron como advocación a la Virgen Candelaria que ya había tenido éxito en ser aceptada por la población andina en otros lugares como Cayma y Characato en Arequipa, la ciudad de Puno, y Copacabana, en la segunda mitad del siglo XVI.
El origen de la veneración a esta Virgen Candelaria, tiene varias versiones orales muchas de las cuales son fantasías del peregrino a lo largo de siglos, por ejemplo, se cree que en la época colonial unos arrieros viajaban por la zona hacia el Altiplano con dirección a Potosí, casualmente olvidaron una caja que contenía dicha imagen e interpretaron que la virgen quería quedarse en ese lugar.
Otra versión de la época colonial cuenta que un enfermo incurable fue al lugar donde hay un pequeño «ojo de agua», bebió unos sorbos y humedeció todo su cuerpo, se sintió curado y volvió a su casa. Cuando dormía soñó con una mujer que le dijo ser la autora de su curación y que ella estaba esperando a que él la encuentre. Al día siguiente, el hombre recorrió los alrededores y encontró envuelta en unos trapos la imagen, maravillado con el suceso difundió la noticia (Morote Best, 1988).
En 1600, erupcionó el volcán Huaynaputina y las consecuencias fueron devastadoras, los constantes movimientos telúricos derrumbaron todas las construcciones, los gases piroplásticos aniquilaron a todo ser viviente y la lluvia de cenizas y material expulsado al aire generaron la catástrofe más destructiva de la historia de Sudamérica.
La imagen de la virgen fue llevada del lugar llamado Sahuaca a otro denominado Chaypi, que posteriormente sería identificado como Chapi y allí se quedó hasta ahora. La población de Chapi vivía en los pueblos tradicionales de Polobaya y Pocsi, en 1793, el padre Francisco Pantaleón de Ustáriz párroco de Pocsi, le informó al obispo de la ciudad Pedro José Chávez de la Rosa, que unos indios de la quebrada de Chapi se reconocían como protectores de la imagen y alegaban que no debería ser llevada a otro, el prelado ordenó que permanezca.
Son innumerables los milagros atribuidos a esta Candelaria, no solo por los habitantes de Pocsi y alrededores, sino de Yarabamba, Quequeña, Sogay, Sabandía, Characato, Paucarpata y paulatinamente la población de la ciudad de Arequipa, siendo la salud el principal tema solicitado a la Virgen de Chapi.

## Autoridades

### Municipales
- 2015-2019
  - AlcaldeDennis Cornejo Soto
  - Regidores:

- 1. Diego Estanislao Coaguila Ticona (Juntos por el Desarrollo de Arequipa)
  2. José Abraham Coaguila Cornejo (Juntos por el Desarrollo de Arequipa)
  3. Abel Quispe Anco (Juntos por el Desarrollo de Arequipa)
  4. Eloy Leopoldo Herrera Roque (Vamos Arequipa)

## Festividades
- Virgen del Rosario
- Señor Jesús Nazareno